# Psoraleeae
Psoraleeae és una tribu d'angiospermes que pertany a la subfamília faboideae dins de la família de les fabàcies.

## Gèneres
- Bituminaria
- Cullen
- Hoita
- Orbexilum
- Otholobium
- Pediomelum
- Psoralea
- Psoralidium
- Rupertia

## Galeria

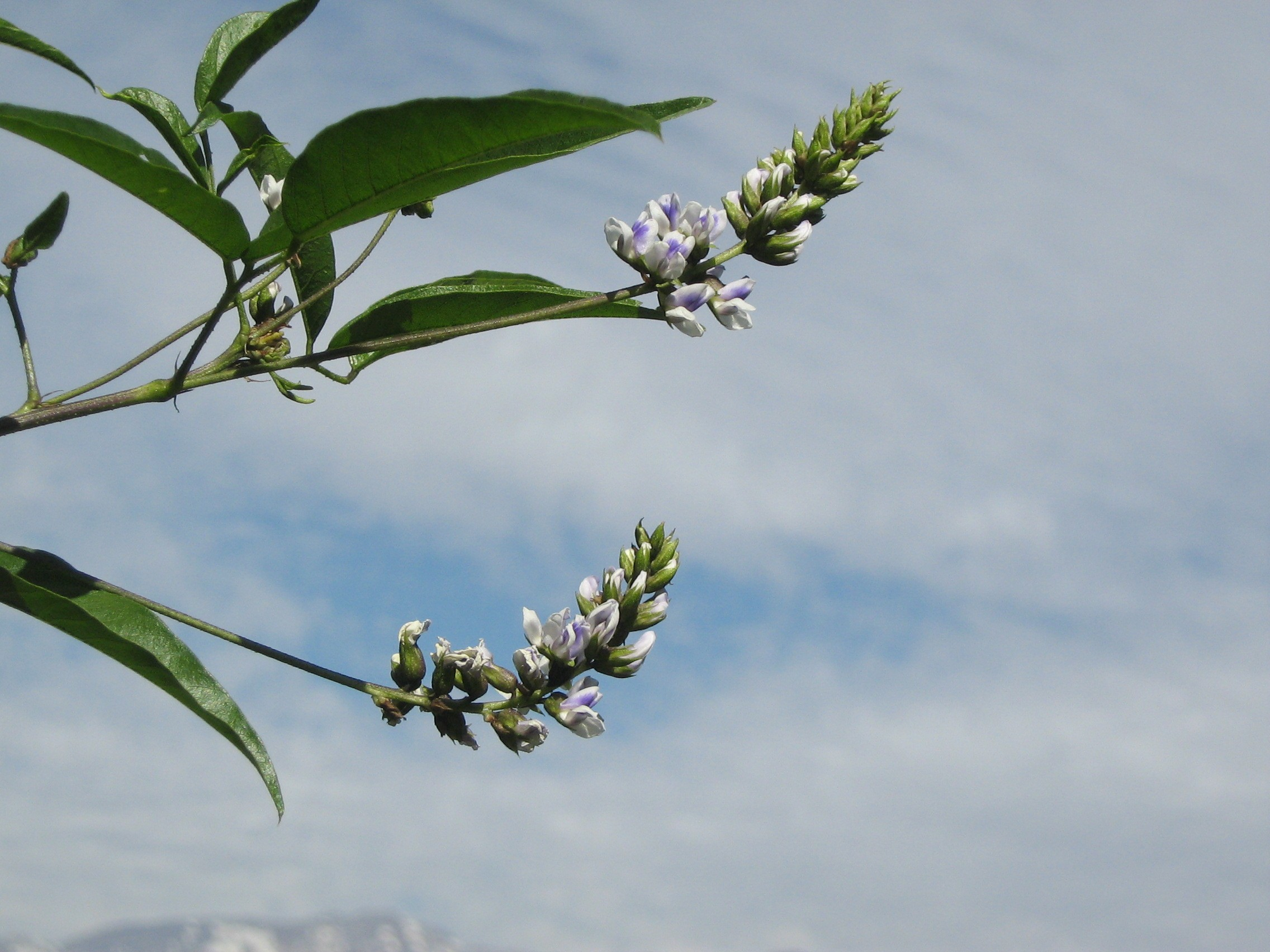
Otholobium glandulosum
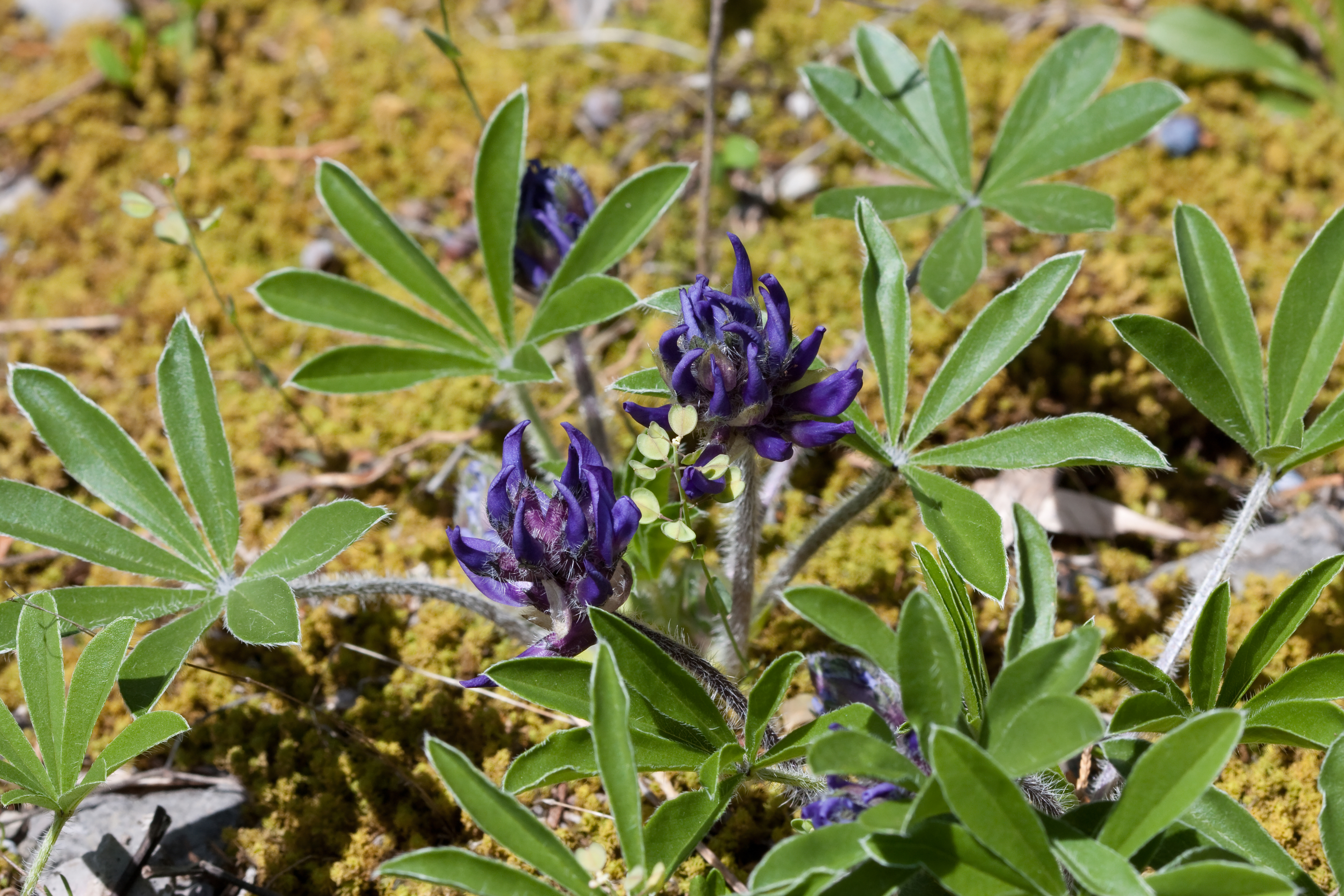
Pediomelum subacaule
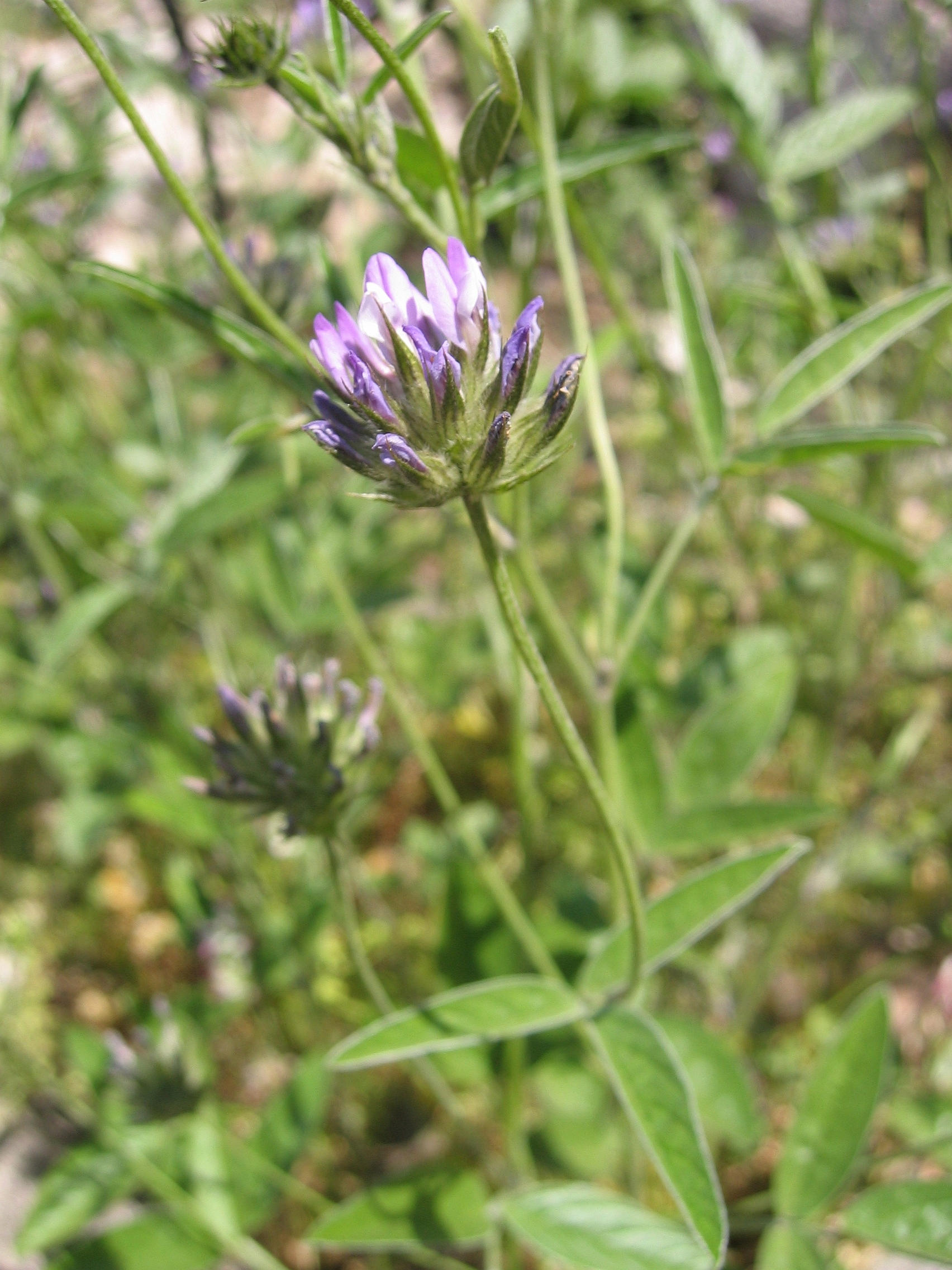
Bituminaria bituminosa
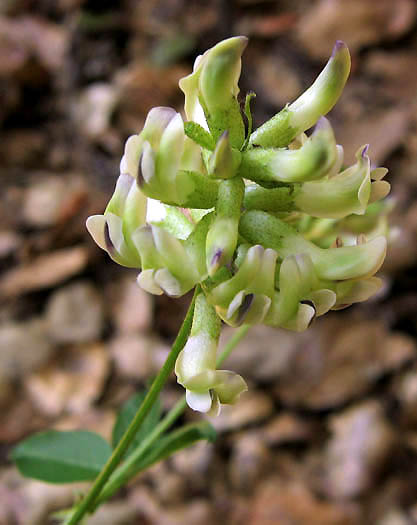
Rupertia physodes